# El sentido de la vista
La Alegoría de la vista es un cuadro de Jan Brueghel el Viejo y Peter Paul Rubens, pintado hacia 1617, perteneciente a una serie de cinco obras: Los cinco sentidos. Esta Pintura al óleo es una alegoría de la vista, y representa una gran variedad de la obra de Peter Paul Rubens y de su taller. El cuadro pertenece al Museo del Prado de Madrid.

## Descripción
En una muy rica decoración de cuadros, de bustos esculpidos y de objetos de todo tipo (globos terrestres, sextantes), Cupido muestra a Venus una pintura de tema cristiano : La curación de un ciego de nacimiento.
La Alegoría de la vista está datada de 1617; la firma está presente sobre un papel cerca de Venus.

## Representación de las colecciones del archiducado de Bruselas
Max Rooses fue el primero en considerar que los artefactos representados en la Alegoría de la vista y la Alegoría de la vista y del olfato pertenecieron a las colecciones del archiduque Alberto de Austria y a su mujer Isabel Clara Eugenia. Ello permite proporcionar una fecha terminus post quem de La Caza al tigre de Rubens representada en el segundo plano del cuadro. Una Bacanal de Rubens está en el primer plano.